# Минкус, Борис Адольфович
Борис Адольфович Минкус (15 июня 1904, Одесса — 12 февраля 2004, Одесса) — украинский советский учёный в области холодильной техники и теплофизики. Доктор технических наук (1971), профессор (1974).

## Биография
Родился в 1904 году в Одессе, в семье архитектора Адольфа Борисовича Минкуса и учительницы Клары Исааковны Штифельман. Племянник архитекторов Г. И. Штифельмана и Ф. А. Троупянского. Окончил 1-ю Одесскую гимназию и в 1921 году поступил на механический факультет Одесского индустриального института. С 1928 года работал в Одесском научно-исследовательском управлении, участвовал в сооружении энергетических и транспортных установок для промышленности, руководил проектированием оборудования для металлургических заводов. Преподавал на кафедре деталей машин в Одесском политехническом институте. С 1933 года — старший научный сотрудник в Украинском научно-исследовательском институте холодильной промышленности, где заведовал отделением автоматизации холодильных установок.
В годы Великой Отечественной войны был вместе с институтом в эвакуации, занимался использованием «глубокого холода» при производстве лекарственных препаратов из эндокринного сырья. По возвращении в Одессу в 1945 году защитил диссертацию кандидата технических наук под руководством С. Д. Левенсона и в том же году начал работать доцентом в Одесском технологическом институте холодильной промышленности. Диссертацию доктора технических наук по теме «Комбинированные теплоиспользующие холодильные машины» защитил в 1971 году и с 1974 года до конца жизни был профессором на кафедре холодильных машин в Одесском институте холодильной промышленности.
Основные научные труды в области использования вторичных ресурсов для холодильных и теплонасосных установок, пионер в разработке комбинированных теплоиспользующих холодильных машин. Автор изобретений в области холодильной техники.

## Семья
- Жена (с 1952 года) — художница Раиса Эммануиловна Нудельман (1914—1995), сестра конструктора ракетной техники А. Э. Нудельмана[7].
- Брат — архитектор Михаил Адольфович Минкус. Сестра — Рахиль (Рика) Адольфовна Минкус (1907—1986), выпускница Музыкально-драматического института имени Бетховена по классу Б. М. Рейнгбальд, музыковед, поэтесса и переводчик поэзии на русский язык[8]; была замужем за архитектором Соломоном Давидовичем Левитаном (1906—1982)[9].
- Двоюродные братья — архитекторы Яков Осипович Рубанчик и Борис Фёдорович Троупянский (1906—1983) .

## Публикации
- Г. Б. Гальперин, Б. А. Минкус. Промерзание грунтов под холодильниками. Одесса: Украинский научно-исследовательский холодильный институт, 1938. — 56 с.
- В. С. Мартыновский, Л. З. Мельцер, Б. А. Минкус. Холодильные машины. М.: Лёгкая и пищевая промышленность, 1982. — 223 с.